# Bronisławów (Zgierz)
Pour les articles homonymes, voir Bronisławów.
Bronisławów est une localité polonaise de la gmina de Głowno, située dans le powiat de Zgierz en voïvodie de Łódź.